# Cañón de Madera

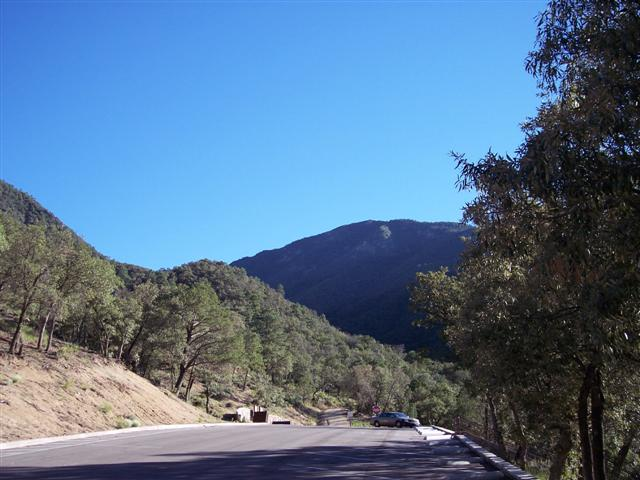
Vistas del cañón de Madera.

El cañón de Madera (del inglés: Madera Canyon) es un cañón en la vertiente noroeste de la sierra de Santa Rita. Se localiza a 40 kilómetros al sureste de Tucsón en Arizona. Forma parte del bosque Nacional de Coronado. Este cañón cuenta con sitios para acampar, áreas de pícnic y kilómetros de senderos para recorrer. El cañón es utilizado como lugar de descanso para aves migratorias, por lo cual es reconocido como un importante lugar para la observación de aves.